# Nikolaos Kaklamanakīs
Nikolaos Kaklamanakīs (in greco Νικόλαος Κακλαμανάκης?; Atene, 19 agosto 1968) è un velista greco, vincitore di una medaglia d'oro e una d'argento ai Giochi olimpici.
È stato l'ultimo tedoforo ai Giochi della XXVIII Olimpiade di Atene.

## Palmarès
- Giochi olimpici

 Oro - Atlanta 1996 - Mistral
 Argento - Atene 2004 - Mistral
- Campionati mondiali di windsurf

 Oro - 1996, 2000, 2001 - Mistral
 Argento - 1995, 2003 - Mistral
- Campionati europei di vela

 Oro - 1994
 Bronzo - 1992, 1993, 1995, 1998